# James Develin
James Rittenhouse Develin (Boyertown, 23 luglio 1988) è un ex giocatore di football americano statunitense che ha militato nel ruolo di fullback nella National Football League (NFL). Al college ha giocato a football alla Brown University.

## Carriera professionistica

### New England Patriots
Prima di firmare coi New England Patriots nel 2012, Develin fece parte degli Oklahoma City Yard Dawgz della Arena Football League, dei Florida Tuskers della United Football League e della squadra di allenamento dei Cincinnati Bengals. Il suo primo touchdown su corsa lo segnò nella settimana 13 della stagione 2013 contro gli Houston Texans. Nella finale della AFC del 2014 contro gli Indianapolis Colts ricevette un passaggio da touchdown da Tom Brady, contribuendo a fare qualificare i Patriots per il Super Bowl XLIX contro i Seattle Seahawks.

Il 5 febbraio 2017 parte come titolare nel Super Bowl LI, disputato dai Patriots contro gli Atlanta Falcons e vinto dai primi, ai tempi supplementari (prima volta nella storia del Super Bowl), con il punteggio di 34-28.
Nel 2017, Develin fu convocato per il suo primo Pro Bowl. Alla fine della stagione 2018 partì come titolare nel Super Bowl LIII vinto contro i Los Angeles Rams per 13-3, conquistando il suo terzo anello. Si ritirò dopo la stagione 2019.

## Palmarès

### Franchigia
- Super Bowl : 3

New England Patriots: XLIX, LI, LIII
- American Football Conference Championship: 4

New England Patriots: 2014, 2016, 2017, 2018

### Individuale
- Convocazioni al Pro Bowl: 1

2017